# Max Harmonist
Max Harmonist (Berlino, 10 febbraio 1864 – 16 ottobre 1907) è stato uno scacchista e danzatore tedesco.
È stato probabilmente l'unico famoso scacchista ad essere un danzatore di professione. Si esibì spesso nel balletto di corte di Otto von Bismarck e di Guglielmo II.
Divenne noto come scacchista dopo aver vinto contro Isidor Gunsberg, Joseph Blackburne (che si classificò secondo) e Emil Schallopp nel torneo di Francoforte 1887.
Vinse o fu pari primo nei tornei di Berlino 1883 (1º-4º), Amburgo 1885 (Hauptturnier), Berlino 1887. Altri buoni piazzamenti furono 4º-5º a Berlino 1888, 4º-5º a Norimberga 1888, 5º-8º a Berlino 1890.

## Alcune partite di Max Harmonist
- Gunsberg–Harmonist, Francoforte 1887, Gioco piano (0-1), su chessgames.com.
- Harmonist–Blackburne, Francoforte 1887, Dragone accelerato (1-0), su chessgames.com.
- Schallopp–Harmonist, Francoforte 1887, Spagnola var. di cambio (0-1), su chessgames.com.
- Harmonist–Tarrasch, Norimberga 1888, Francese cambio (1-0), su chessgames.com.
- Harmonist-Schiffers, Breslavia 1889, Siciliana Paulsen (1-0), su chessgames.com.
- Harmonist–N.N., Berlino 1897, gambetto Viennese C-29 (1-0), su chessgames.com.